# Norops fuscoauratus
Norops fuscoauratus är en ödleart som beskrevs av  D’orbigny 1837. Norops fuscoauratus ingår i släktet Norops och familjen Polychrotidae.

## Underarter
Arten delas in i följande underarter:
- N. f. fuscoauratus
- N. f. kugleri